# Saltimbanque (album de Maxime Le Forestier)
Pour les articles homonymes, voir Saltimbanque (homonymie).
Albums de Maxime Le Forestier
Olympia 74
(1974) Hymne à sept temps
(1976)
Saltimbanque est le troisième album solo de Maxime Le Forestier, sorti en 1975.
Les illustrations figurant sur la pochette de l'album sont signées Cabu et la chanson Caricature était présentée en scène par le chanteur comme une allusion à ses personnages [Pas dans la source].
La Vie d'un homme est une chanson sur Pierre Goldman.

## Liste des chansons
Toutes les paroles sont écrites par Maxime Le Forestier.
| 1.    | Saltimbanque                         | Maxime Le Forestier | 3:16 |
| 2.    | La Poupée                            | Maxime Le Forestier | 4:10 |
| 3.    | L'Irresponsable                      | Maxime Le Forestier | 4:55 |
| 4.    | Caricature                           | Patrice Caratini    | 3:42 |
| 5.    | Voyage au Moyen Âge                  | Raymond Bernard     | 3:40 |
| 6.    | Petit robot                          | Maxime Le Forestier | 3:40 |
| 7.    | La Vie d'un homme (à Pierre Goldman) | Maxime Le Forestier | 4:48 |
| 8.    | Les Lettres                          | Maxime Le Forestier | 7:30 |
| 9.    | Notre vie en rose                    | Alain Le Douarin    | 1:58 |
| 10.   | L'Auto-stop                          | Don Burke           | 2:26 |
| 40:05 |                                      |                     |      |

## Personnel

### Musiciens
- Maxime Le Forestier : chant, guitare
- Patrice Caratini : basse
- Alain Le Douarin : guitare

### Production
- Jacques Bedos : direction artistique
- Paul Houdebine : prise de son
- Cabu : dessins originaux

## Classement

### Classement hebdomadaire
| Classement (1975) | Meilleure place |
| ----------------- | --------------- |
| France (SNEP)     | 1               |